# Зімоткі
Зімоткі (пол. Zimotki) — село в Польщі, у гміні Пшикона Турецького повіту Великопольського воєводства.
Населення — 26 осіб (2011).
У 1975-1998 роках село належало до Конінського воєводства.

## Демографія
Демографічна структура станом на 31 березня 2011 року:
|          | Загалом | Допрацездатний вік | Працездатний вік | Постпрацездатний вік |
| -------- | ------- | ------------------ | ---------------- | -------------------- |
| Чоловіки | 13      | 3                  | 9                | 1                    |
| Жінки    | 13      | 3                  | 7                | 3                    |
| Разом    | 26      | 6                  | 16               | 4                    |